# 2016 AFFスズキカップ (予選)
2016 AFFスズキカップ予選（2016AFFスズキカップよせん）は、2016年10月15日から同月21日にかけて行われた2016 AFFスズキカップの予選である。2014 AFFスズキカップのグループステージ最下位と予選落ちしたクラブのうち、2016 AFFスズキカップの開催国であるミャンマーを除いた4か国が参加、カンボジアで行われた総当たり戦である。
当初の日程は10月13日から22日にかけてであった。スポンサーはヤンマーとスズキである。

## 開催地
| プノンペン                         | プノンペン      |
| ---------------------------------- | --------------- |
| プノンペン・オリンピックスタジアム | RSNスタジアム   |
| 収容人数: 50,000                   | 収容人数: 5,000 |
|                                    |                 |
| プノンペン                         |                 |

## 結果
- 時刻はUTC+7に基づく。

| 順 | チーム         | 試 | 勝 | 分 | 敗 | 得 | 失 | 差 | 点 | 出場権   |
| -- | -------------- | -- | -- | -- | -- | -- | -- | -- | -- | -------- |
| 1  | カンボジア (H) | 3  | 3  | 0  | 0  | 8  | 3  | +5 | 9  | 本戦進出 |
| 2  | ラオス         | 3  | 2  | 0  | 1  | 7  | 6  | +1 | 6  |          |
| 3  | ブルネイ       | 3  | 1  | 0  | 2  | 5  | 8  | −3 | 3  |          |
| 4  | 東ティモール   | 3  | 0  | 0  | 3  | 4  | 7  | −3 | 0  |          |

| 2016年10月15日 15:30 |

| ブルネイ                      | 2–1    | 東ティモール |
| アディ 22分 · シャフィー 28分 | report | ガマ 11分    |

| プノンペン・オリンピックスタジアム 観客数: 45,000 主審: シェルゾド・カシモフ |

| 2016年10月15日 18:30 |

| カンボジア                         | 2–1    | ラオス      |
| ウドン 43分 (pen.) · チョウン 81分 | report | ムクダ 52分 |

| プノンペン・オリンピックスタジアム 観客数: 60,000 主審: アハマド・ヤクブ・イブラヒム |

| 2016年10月18日 15:30 |

| 東ティモール  | 1–2    | ラオス                                 |
| リカルド 79分 | report | パッタナ 42分 (pen.) · スカフォン 85分 |

| プノンペン・オリンピックスタジアム 観客数: 12,000 主審: ヤクブ・アル＝ハマディ |

| 2016年10月18日 18:30 |

| ブルネイ | 0–3    | カンボジア                      |
|          | report | ウドン 6分, 43分 · ソクペン 9分 |

| プノンペン・オリンピックスタジアム 観客数: 45,000 主審: Lao Fong Hei |

| 2016年10月21日 18:30 |

| ラオス                                               | 4–3    | ブルネイ                                             |
| スカフォン 45分 · シヴィライ 51分 (pen.), 57分, 76分 | report | アディ 36分 · ファイク 67分 (pen.) · ラジミー 90+3分 |

| RSNスタジアム 観客数: 200 主審: アハマド・ヤクブ・イブラヒム |

| 2016年10月21日 18:30 |

| カンボジア                       | 3–2    | 東ティモール                         |
| ディナ 1分 · ワタナカ 17分, 77分 | report | アンギス 20分 (pen.) · ネルソン 35分 |

| プノンペン・オリンピックスタジアム 観客数: 55,000 主審: シェルゾド・カシモフ |